# لیندفورد، همپشر
لیندفورد (به انگلیسی: Lindford) یک روستا و محله مدنی در بریتانیا است که در ایست همپشر واقع شده‌است. لیندفورد ۲٬۷۹۱ نفر جمعیت دارد.